# Ревсельга (остановочный пункт)
Ре́всельга (карел. Revselga), (фин. Revonselkä) — остановочный пункт и бывший разъезд Октябрьской железной дороги на 321,9 км Мурманской железной дороги.

## Общие сведения
Остановочный пункт расположен в 1 км от деревни Ревсельга Пайского сельского поселения в Прионежском районе Республики Карелия.
Остановочный пункт находится на двухпутном электрифицированном перегоне с односторонней автоблокировкой Токари — Ладва и  имеет две параллельно расположенные посадочные платформы. Пассажирское здание и билетная касса отсутствуют. Проездные билеты приобретаются у кондуктора.

## Пассажирское сообщение
По остановочному пункту проходит ежедневно одна пара электропоездов сообщением Свирь — Петрозаводск-Пасс. — Свирь.